# ドゥカティ・コルセ
ドゥカティ・コルセ ( Ducati Corse S.r.l. ) はドゥカティのオートバイレース関連を担当する子会社。クラウディオ・ドメニカリを代表に、イタリア・ボローニャに本社を置く。現在はロードレース世界選手権のMotoGPクラスにワークス参戦している。

## 概要
ドゥカティ・コルセでは100人以上の従業員(ドゥカティの全従業員のほぼ10%にあたる)が働いており、本社は4つの部門に分かれている。
- 研究・開発部門

2つのチームに分かれ、MotoGPとスーパーバイク選手権を戦うマシンの設計と開発を担当している。
- 競技部門

MotoGPに参戦するワークス・チームの運営を担当する。2010年シーズンまではスーパーバイク世界選手権にもワークス体制で参戦していた。
- 商業活動部門

プライベートチームへのマシンとスペアパーツの供給を担当する。スーパーバイク世界選手権や各国のスーパーバイク選手権でドゥカティ車を使うプライベーターへのコンサルティング業務と技術援助もおこなう。2004年からは、MotoGPのドゥカティサテライトチームへのマシン供給と技術サポートもおこなっている。
- マーケティング・情報部門

レース活動を通じて、ドゥカティのブランドイメージを高めることを目的としている。ドゥカティ・コルセの公式グッズの製造も担当している。

## ロードレース世界選手権 (MotoGP)

### 経歴
2003年にロードレース世界選手権のMotoGPクラスに参戦を開始し、5年目の2007年に初チャンピオンを獲得した。
2002年に最高峰クラスのルールが変更となり、4ストロークマシンが有利になったのを受け、ドゥカティはシリーズへの参戦を決意した。
2002年のムジェロでおこなわれたイタリアGPで、翌年のシリーズを戦う4ストロークマシンが初めて披露された。
参戦初年度となる2003年、ライダーにはロリス・カピロッシとトロイ・ベイリスを採用した。カピロッシは開幕戦の鈴鹿で表彰台を獲得し、カタルニアではチーム初優勝を果たした。カピロッシはシリーズ4位に入り、ベイリスはシリーズ6位となった。チームとしてはマニュファクチャラー部門で総合2位に入った。
2004年シーズンはマシンの熟成が遅れて、両ライダーは表彰台を獲得したものの未勝利に終わった。
2005年シーズンは、ベイリスに代わりスペインのカルロス・チェカがチームに加入。タイヤはミシュランからブリヂストンに変更となった。カピロッシはもてぎとセパンで勝利を挙げ、チェカは2度3位表彰台を獲得した。
2006年シーズンはチェカに代わりセテ・ジベルナウが加入。開幕戦のヘレスでカピロッシが勝利、次のカタールでも表彰台を獲得するなど好調を維持し、一時はチャンピオン争いをリードしていたが、第7戦カタルニアのスタートでカピロッシとジベルナウは接触事故を起こし、両者とも重傷を負ってしまった。カピロッシは次戦のアッセンから復帰したが、鎖骨などを骨折したジベルナウはアッセンとドニントンを欠場、一時復帰したが再手術のためブルノも欠場した。この間の代役はドイツのアレックス・ホフマンが務めた。最終戦バレンシアでもジベルナウは欠場し、代役にはこの年のスーパーバイク世界選手権王者のトロイ・ベイリスが迎えられた。ベイリスは自身のMotoGP初優勝を果たし、カピロッシも2位に入りドゥカティは初のワン・ツー・フィニッシュを獲得してシーズンを終えた。
2007年シーズンからレギュレーションが変更になり排気量が800ccに縮小されるのを受けて、ドゥカティはかなり早い時期から800ccエンジンの開発に取り掛かり、2006年の8月には20基もの様々なスペックのエンジンを完成させていた。カピロッシのチームメイトにはケーシー・ストーナーが加入した。ストーナーはチャンピオン争いをリードし続け、残り4戦となった9月23日のもてぎで自身初・チーム初のワールドチャンピオンに輝いた。
シーズンの終わり、ドゥカティのチーフエンジニアのアラン・ジェンキンスはシーズン中の功績を讃えられて「サー・ジャッキー・スチュワート・アワード」を授与された。
2008年シーズンもストーナーは残留し、新たにマルコ・メランドリをチームメイトに迎えた。メランドリはマシンへの適応に苦しみ低迷、チームとは2年契約を結んでいたが、双方が同意の上で契約期間を短縮し、1年でチームを去ることになった。
2009年はメランドリに代わりニッキー・ヘイデンがストーナーのチームメイトとなり、カーボンフレームのドゥカティ・デスモセディチGP9でシーズンを戦った。ストーナーは体調不良に苦しみ、シーズン中盤の3戦を欠場、その間の代役はミカ・カリオが務めた。
2010年はライダーに変更はなく、ストーナー4年目、ヘイデン2年目のシーズンを迎えた。前年までチーム代表を務めていたリビオ・スッポはHRCに移籍し、ビットリアーノ・グアレスキが新代表となった。
2011年シーズン、ストーナーはホンダワークスに移籍し、代わってバレンティーノ・ロッシがヘイデンのチームメイトを務めることとなった。
2020年は、アンドレア・ドヴィツィオーゾとダニロ・ペトルッチの二台体制となる。タイトルスポンサーは前年にフィリップモリスの「Mission Winnow」ブランドが撤回されたため、この年は付けていない。ドヴィオーゾはマシンの適応に慣れ、チャンピオン争いに絡めたのに対し、ペトルッチは昨年のように良い結果を出せず年間ランキング14位に終わっている。しかし、13年ぶりのコンストラクタ－ズ部門制覇を果たすことができた。
2021年は、休養を発表したドヴィツィオーゾとテック3への移籍を決めたペトルッチに替わって、ジャック・ミラーとフランチェスコ・バニャイアが加入。タイトルスポンサーにはレノボが加わった。両者の活躍もあり、14年ぶりのチームタイトル獲得に貢献した。

### 戦績
| 年     | エントリー名               | 車両                            | タイヤ | ライダー                                                               | ランキング | ポイント | 優勝数 |
| ------ | -------------------------- | ------------------------------- | ------ | ---------------------------------------------------------------------- | ---------- | -------- | ------ |
| 2022年 | ドゥカティ・レノボ・チーム | ドゥカティ・デスモセディチ GP22 | M      | フランチェスコ・バニャイア ジャック・ミラー                            | 1位        | 454      | 8      |
| 2023年 | ドゥカティ・レノボ・チーム | ドゥカティ・デスモセディチ GP23 | M      | フランチェスコ・バニャイア エネア・バスティアニーニ ダニロ・ペトルッチ | 1位        | 561      | 8      |
| 2024年 | ドゥカティ・レノボ・チーム | ドゥカティ・デスモセディチ GP24 | M      | フランチェスコ・バニャイア エネア・バスティアニーニ                    | 2位        | 884      | 13     |

## スーパーバイク世界選手権 (SBK)
1988年にスーパーバイク世界選手権が始まって以来、2010年までの23シーズン、ドゥカティは同選手権にワークス参戦を続けた。1000ccのVツインドゥカティは、長い期間選手権を支配し続けた。カール・フォガティは1993年から1999年にかけて4度ものチャンピオンに輝いた。
2003年には、ライバルの日本メーカーたちは4ストローク化したMotoGPのほうに力を入れ始め、スーパーバイク世界選手権へのワークスサポートは限定的なものとなっていった。一方ドゥカティ・コルセは2台だけドゥカティ・999を投入してシーズンに臨み、年間24レース中20レースで勝利を獲得、残りの4レースもサテライトチームが勝利を収め、ドゥカティとしてはシーズン全勝を達成した。ワークス・ドゥカティのニール・ホジソンがチャンピオンに輝いた。 
2006年には3年間MotoGPに活動の場を移していたオーストラリアのトロイ・ベイリスがチームに復帰した。ベイリスとドゥカティのコンビネーションによる快進撃は誰にも止められず、ベイリスはシーズン12勝を挙げてチャンピオンに輝いた。
2007年シーズンもベイリスはドゥカティ・999に乗り続けたが、シーズン4位に終わる。市販車の999の製造は2006年をもって終了しており、後継機としてドゥカティ・1098が製造されていたが、ドゥカティはホモロゲーション規定を満たすため150台の999をリミテッド・エディションとして再生産した。
選手権を主催するFIMは、2008年シーズンより2気筒車の排気量制限を1,200ccに緩和することを発表した。ドゥカティは新たにホモロゲーションを取得した1098Rを投入し、ベイリスは3度目のワールドチャンピオンを獲得した。
1999年以来ドゥカティに在籍し続けたベイリスは2008シーズンをもって引退することになった。2009年シーズンは後釜に芳賀紀行が加入し、ミッシェル・ファブリツィオのチームメイトとなった。芳賀はヤマハのルーキーベン・スピーズと熾烈なタイトル争いを展開したが、惜しくも6ポイント差でシリーズ2位に終わった。続いてファブリツィオはシリーズ3位に入った。
2010年も、再び芳賀とファブリツィオがペアを組んだ。前年までチーム代表を務めたダビデ・タルドッツィはBMWチームに移籍し、新たにエルネスト・マリネッリが代表となった。芳賀はシリーズ6位、ファブリツィオは同8位と、前年ほどの活躍は果たせなかった。
2010年8月27日、ドゥカティは2011年シーズン、ワークスチームとしては選手権に参戦しないことを発表した。プレスリリースの中で、この決断の背景には近年の世界的不況にもかかわらず、市販車ベースであるはずの選手権が実質上はプロトタイプクラスに近い状況となり、大きなコスト上昇を招いていたことが挙げられた。なおプライベーターへのサポートは継続される。
2014年にワークス復帰し、アルバロ・バウティスタが2022年と2023年のチャンピオンに輝いた。